# 今文
今文（きんぶん）は、中国漢代において経書を書き写すのに用いられた文字で、当時通行していた隷書を指す。古文と呼ばれた秦以前の古い字体で書かれた経書に対して、今の文字という意味で今文と呼ばれた。経書は先秦時代から伝えられたものであり、それを伝承した今文と古文との間には文字の異同や増減はあっても、書き写した書体の相違に過ぎない。しかし、両者のどちらが経書の正当性を保持しているかという点をめぐって、漢代と清代とに論争が起こった。漢代の論争は王朝権力との関係を生み、清代の論争は「西洋の衝撃」と関係し、各々複雑な展開を辿った。

## 今文経学

### 発生
今文の発生について、儒学的伝統では次のように語られる。
孔子によって纏められた儒学の聖書（経書）は、孔子の没後、戦国時代を通じて弟子たちによって中国各地に伝播された。また孔子の意図を正しく理解するため、孔子の高弟たちに連なる学者たちによって解釈が施された。（伝などと呼ばれる）この時に各地で写された経書は、各地の文字が使われていたと考えられる。
しかしこうして伝承された経書は、秦の始皇帝による儒学禁圧（焚書坑儒）によって一大変革を余儀なくされた。特に儒学系統の書物の所有を禁じた挟書律の存在は、経書の継承に大きい障害となった。そのため、当時経書を伝えていた儒学の徒は、自身の伝える経書を暗記することで経書やその解釈の継承を企った。
秦が亡び漢が始まると、儒学の禁圧は徐々に緩められ、恵帝の時代に挟書律が除かれた。そこで儒学の徒は、自分達の暗記していた経書やその解釈を文字に写して書物として残そうとした。その時に利用された文字は、旧来使われていた各地の文字ではなく、漢王朝公認の文字である隷書体であった。こうして秦の焚書以前に継承されていた経書は、漢代通用の隷書体となって再び世に現れることになった。
一方、秦の儒学禁圧の折り、儒学者の中に各々の所持する経書を壁の中や地面に埋め込んでその保存を図るものがいた。こうした書物は時代と共に所在を忘れられたが、漢代に儒学が発展するとともに再び注目され、各地から隠されていた儒学文献（今でいう出土文献）を献上するものが現われた。これらは先秦時代の書物であるため、その字体は漢代通用の隷書体ではなく、先秦時代の古い文字（一部はおたまじゃくしのような形をしていたので科斗文字とも呼ばれた）で書かれた文字であったため古文と呼ばれた。この古文が現われると、漢代通用の隷書体で書かれた経書は、今の文字で書かれた経書という意味から今文と呼ばれるようになった。
ここに先秦時代の書物である古文と、先秦時代の書物を暗誦によって伝承し、且つ漢代通用の文字に写した今文という二つの経書が生み出されることになった。なお先秦時代の文字で書かれた古文はそのままでは読めないため、今文の経書を参考にして、漢代通用の隷書体に写し直された。そのため古文の経書といっても、先秦時代の文字がそのまま通用していたのではなく、結局は漢代通用の隷書体で書かれた。よって前漢において今文と古文は、文字の違いよりも、テキストの違い、逸書の有無が重要視された。しかし、後漢になると、一転して再び文字が重視されるようになった。

### 漢代の展開
漢代に儒学が隆盛したとき力をもっていたのは、先秦以来の師承（伝承）を持つ人々であった。そしてその人々の使用した経書は、暗誦によって継承されていた今文であった。彼等は自らの経書（今文）を用いて漢王朝（前漢）に仕え、積極的に儒学の奨励を推し進めた。儒学は文帝、景帝の時代を経て着実に社会的勢力を加えていった。こうしたものの最も重要な機転と考えられたのが、董仲舒の建言による武帝の五経博士設置であった。その後、新しく発見された古文経伝と文字や内容に異同があったので、経書解釈を巡って論争が起こった。
今文経伝を奉じる学問を今文学（きんぶんがく）あるいは今文経学（きんぶんけいがく）と言う。前漢末、劉歆が古文経伝を学官に立てようとしたが今文学者たちは激しく反対した。新朝の時、古文経伝が学官に立てられたが、後漢になって再び学官の地位を守り、後漢を通じて十四博士が立てられた。
しかし、その後、官学の世界から締め出された古文学者たちは民間において、それまでのように師承によらずとも、書かれている1字1字を検討する訓詁学にもとづいた経典解釈の方法論を確立させた。そこで重視されたのが今文と古文の字体の違いである。古い字であってこそその字源を探ることができるのであり、漢代に生まれた隷書では真に聖人たちが伝えようとしたことを解釈することはできないとした。その成果となるものが、漢字を篆書や古文で語源を探ろうとした許慎の『説文解字』である。また新末後漢初の混乱期、杜林という人物が西州において漆で書かれた古文尚書を得て、鄭玄など著名な古文学者たちがこの古文尚書に注釈を施したと言われている。
このように、在野で力をつけた古文学が隆盛するようになって、今文学は衰退し、永嘉の乱で多くの伝承が絶えた。こうして今文学の歴史は漢代とともに事実上消滅し、清代に至るまで学界の話題となることはなかった。
なお、このとき古文尚書などの書物も亡佚していたのであるが、乱が収束した後、新出の25篇を備えた58篇の古文尚書が梅賾によって奏上された。これは後にこの新出部分が偽書であることが証明されたので、偽古文尚書と呼ばれている。この尚書は古文らしさを出すために古文に擬した隷書体、いわゆる隷古定という書体で書き写された。

### 清代の展開
清代になると、常州学派によってふたたび今文学が注目されるようになり、清末の政治思潮や学問に大きな影響を与えることになった。

## 今文経伝
今文で書かれた経書を今文経（きんぶんけい）、伝（注釈）を含めて今文経伝（きんぶんけいでん）という。今文経伝の種類については、清末より民国にかけて論争があったため、数え方に若干の相違がある。以下には安定的に博士官を領有していた漢代（後漢）十四博士の今文経伝を掲げる。なお今文学では六経の順序を『詩』『書』『礼』『楽』『易』『春秋』とする。
| 経       | 十四博士                                                         | 漢に伝えた人物                                                 |
| -------- | ---------------------------------------------------------------- | -------------------------------------------------------------- |
| 詩28巻   | 魯詩・斉詩・韓詩の三家詩                                         | 魯の申公・斉の轅固・燕の韓嬰                                   |
| 書29篇   | 大夏侯（夏侯勝）・小夏侯（夏侯建）・欧陽（欧陽生）               | 伏生                                                           |
| 礼17篇   | 大戴（戴徳）・小戴（戴聖）                                       | 高堂生                                                         |
| 易12篇   | 施氏（施讎）・孟氏（孟喜）・梁丘（梁丘賀）の三家易、京氏（京房） | 田何                                                           |
| 春秋11巻 | 厳氏（厳彭祖）・顔氏（顔安楽）の公羊春秋                         | 特定される人物はいない。公羊・穀梁・鄒氏・夾氏四家の伝があった |

- 「斉論」22篇・「魯論」20篇 - 斉地方と魯地方で行われていた『論語』。現行本の『論語』は「魯論」を中心にして「斉論」と古文経「古論」で校合したものという。
- 「孝経」1篇18章 - 長孫氏・江翁・后倉・翼奉・張禹が伝えたが、経文は同じであったという。
- 「韓詩外伝」6巻 - 現存。韓嬰の『詩経』に対する補助でき解釈書。
- 「尚書伝」41篇 - 伏生の『尚書』に対する伝（解釈書）。『尚書大伝』と同様のものと考えられている。散佚したが、輯佚書が作られた。
- 「春秋公羊伝」11巻 - 現存。『春秋』に対する伝。作者は『漢書』芸文志に「公羊子、斉人」としか記載されていない。漢に伝えたものには斉の胡毋生・趙の董仲舒がいる。